# Forêt du Risoux
Forêt du Risoux är en skog i Schweiz. Den ligger i den västra delen av landet, 110 km väster om huvudstaden Bern.
I omgivningarna runt Forêt du Risoux växer i huvudsak blandskog. Runt Forêt du Risoux är det ganska tätbefolkat, med 58 invånare per kvadratkilometer.